# Saint-Chinian
Saint-Chinian är en kommun i departementet Hérault i regionen Occitanien i södra Frankrike. Kommunen ligger i kantonen Saint-Chinian som tillhör arrondissementet Béziers. År 2022 hade Saint-Chinian 1 775 invånare.

## Befolkningsutveckling
Antalet invånare i kommunen Saint-Chinian
Referens:INSEE